# Expedition 38

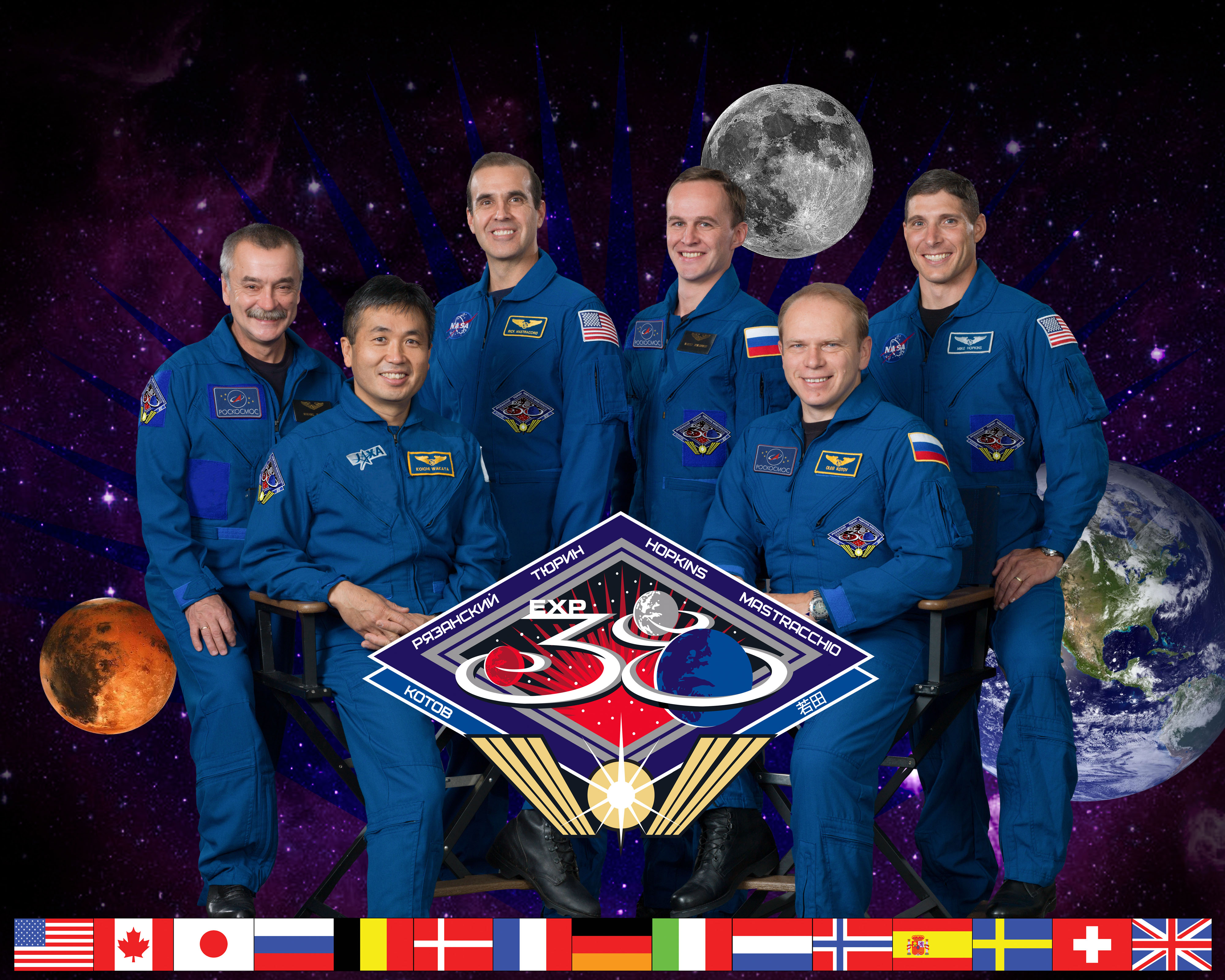
Expedition 38 besättning.

Expedition 38 var den 38:e expeditionen till Internationella rymdstationen (ISS). Expeditionen började den 10 november 2013 då delar av Expedition 37s besättning återvände till jorden med Sojuz TMA-09M.
Koichi Wakata, Richard A. Mastracchio och Michail Tiurin anlände till stationen med Sojuz TMA-11M den 7 november 2013
Expeditionen avslutades den 10 mars 2014 då Oleg Kotov, Sergej Rjazanskij och Michael S. Hopkins återvände till jorden med Sojuz TMA-10M.

## Besättning
| Position       | Första delen (10 september - 7 november 2013) | Andra delen (7 november- 10 mars 2014)            |
| -------------- | --------------------------------------------- | ------------------------------------------------- |
| Befälhavare    | Oleg Kotov, RSA Hans tredje rymdfärd          | Oleg Kotov, RSA Hans tredje rymdfärd              |
| Flygingenjör 1 | Sergej Rjazanskij, RSA Hans första rymdfärd   | Sergej Rjazanskij, RSA Hans första rymdfärd       |
| Flygingenjör 2 | Michael S. Hopkins, NASA Hans första rymdfärd | Michael S. Hopkins, NASA Hans första rymdfärd     |
| Flygingenjör 3 |                                               | Koichi Wakata, JAXA Hans fjärde rymdfärd          |
| Flygingenjör 4 |                                               | Richard A. Mastracchio, NASA Hans fjärde rymdfärd |
| Flygingenjör 5 |                                               | Michail Tiurin, RSA Hans tredje rymdfärd          |